# Kotatsu

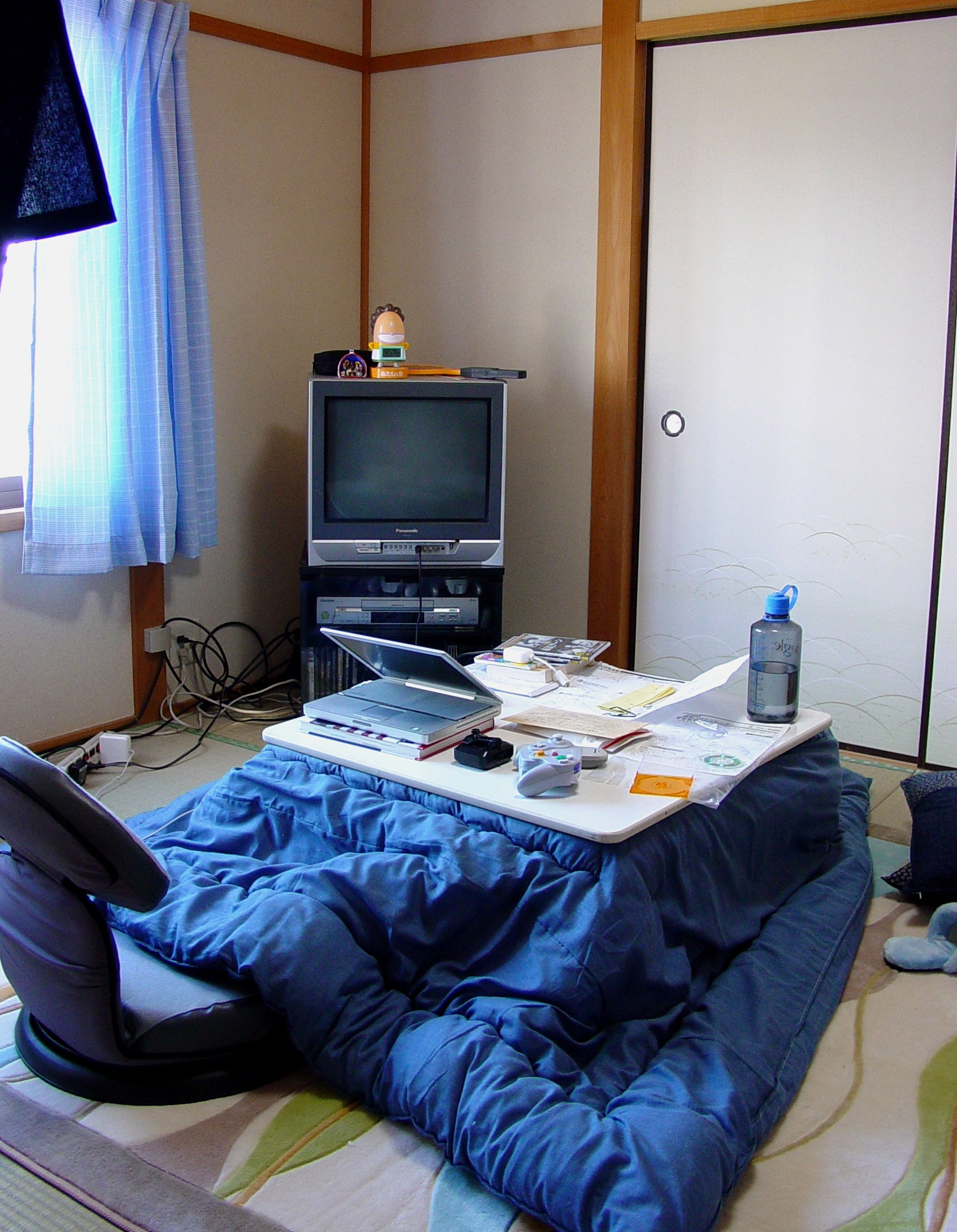
Un moderno kotatsu giapponese

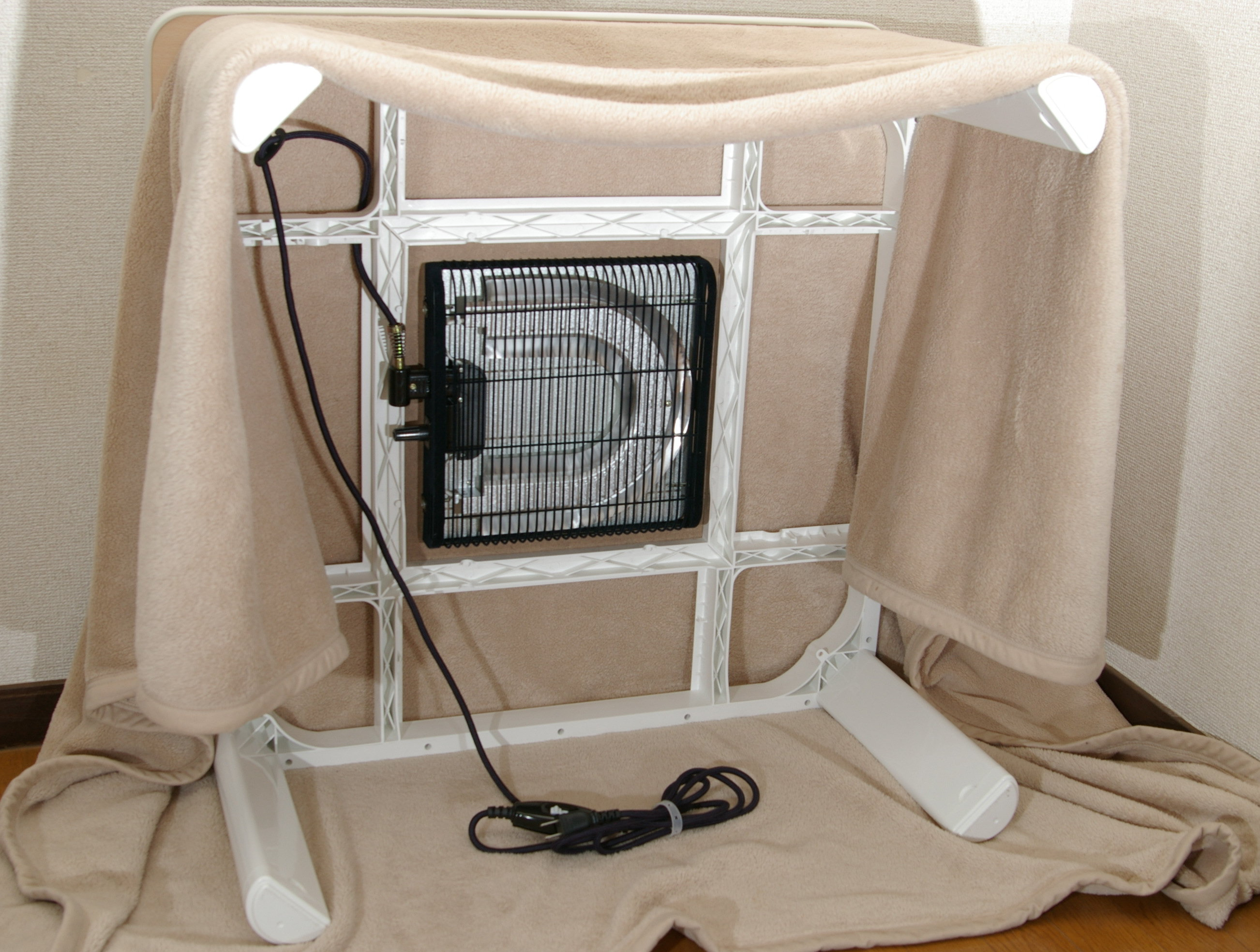
Il lato inferiore di un kotatsu riscaldato con una resistenza elettrica

Tipi di riscaldamento

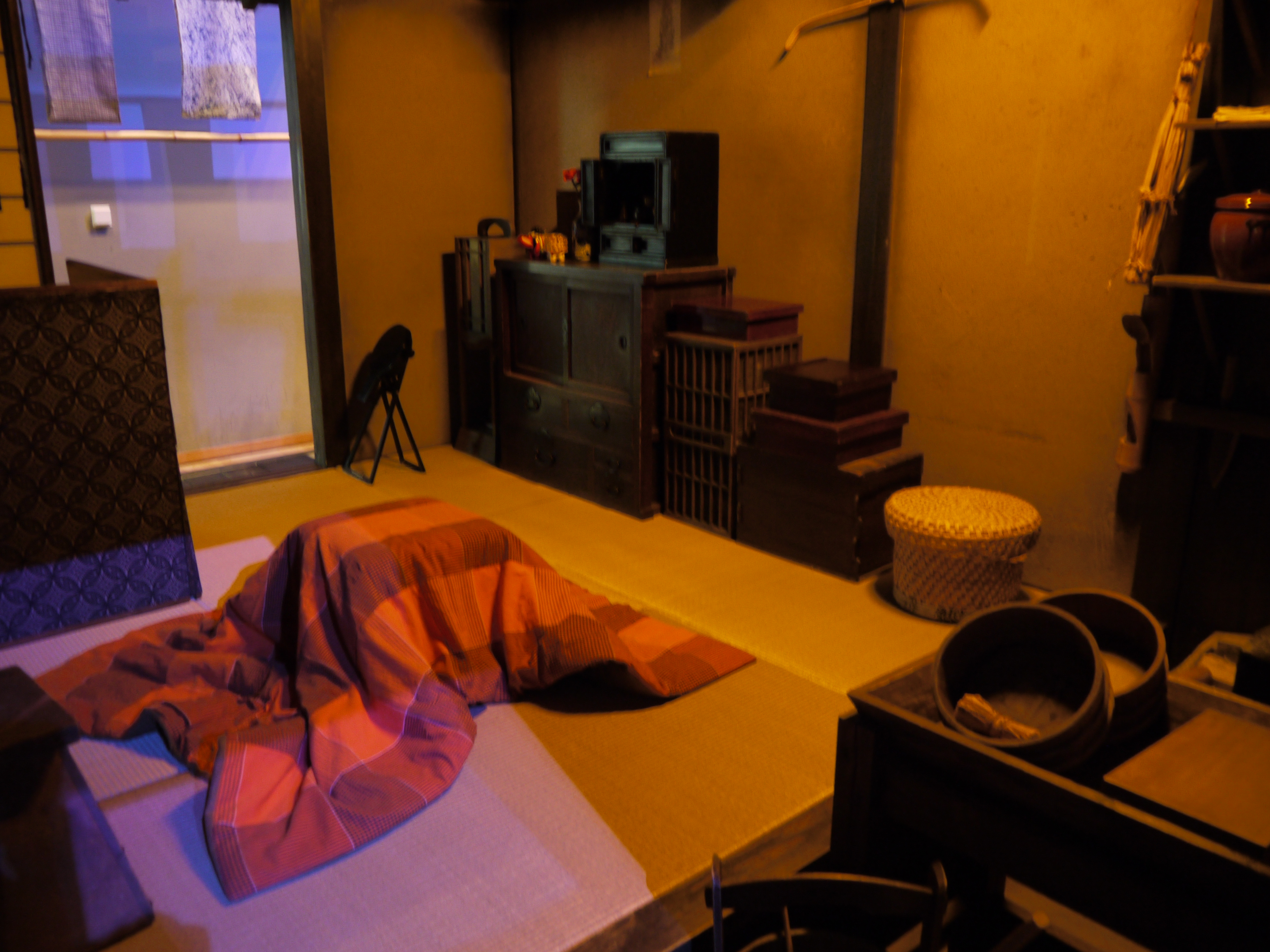
Un kotatsu del periodo Edo esposto al Fukagawa Edo Museum di Tokyo

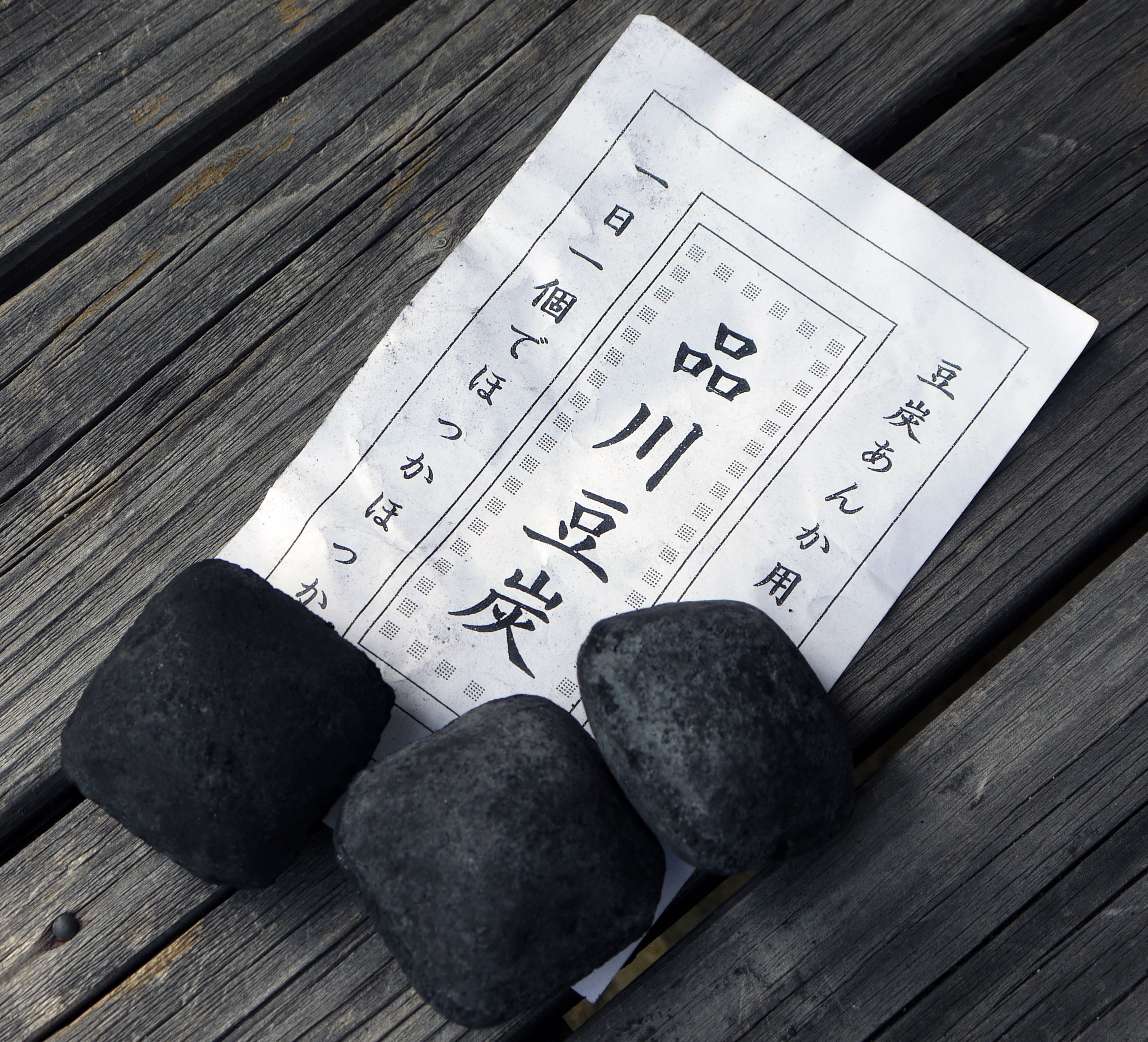
Mametan (豆炭) mattonelle di carbone usate principalmente all'inizio del XX secolo come fonte di calore per il kotatsu

Il kotatsu (炬燵?) è il telaio in legno di un basso tavolino, sopra il quale viene posto un futon o una pesante coperta. Sopra la coperta è presente un piano di appoggio per consentirne l'uso come un normale tavolo, mentre sul lato inferiore della struttura viene montata una fonte di calore (tipicamente una resistenza elettrica). Il kotatsu è usato quasi esclusivamente in Giappone.

## Storia
La storia del kotatsu inizia nel periodo Muromachi (corrispondente al XIV secolo). Le sue origini derivano dal sistema di cottura tipico giapponese conosciuto come irori, che prevede un focolare incassato al centro di una stanza ricoperta di tatami. Dal XIV secolo fu introdotta una seduta intorno all'irori, separando le sue funzioni di cottura di cibi da quelle di luogo di aggregazione per i membri della famiglia. Sulla sommità di una struttura in legno posta sopra all'irori fu messa una trapunta (detta oki) che intrappolava e localizzava il calore del braciere sotto alla struttura. Questo primordiale antenato del kotatsu fu chiamato horigotatsu. La parola giapponese 
horigotatsu (掘り炬燵) risulta dall'unione dei kanji 掘-り (fosso, buca), 炬 (fiaccola o fuoco), e 燵 (scaldapiedi).
La realizzazione dell'horigatsu fu leggermente cambiata nel periodo Edo, nel XVII secolo. Queste modifiche riguardarono il pavimento intorno all'irori, dove si iniziò a realizzare una buca di forma quadrata intorno al braciere. La struttura di legno del horigatsu fu piazzata intorno a questa buca, formando un focolare. La coperta veniva posta sempre sopra la struttura, creando un luogo caldo dove fosse possibile mettere le gambe una volta seduti.
I kotatsu spostabili furono creati più tardi partendo dal concetto degli horigatsu, e si sono diffusi grazie all'uso comune dei tatami nelle case giapponesi. Le braci non furono più messe all'interno dell'irori ma dentro una pentola di coccio che veniva posta sul pavimento; in questo modo era possibile posizionare il kotatsu ovunque si volesse. Questo modello di kotatsu è conosciuto come okigotasu. Nella lingua giapponese la parola okigotatsu (置き炬燵) deriva dall'unione dei kanji 置き (posizionare), 炬 (fiaccola o fuoco), e 燵 (scaldapiedi).
Nella metà del XX secolo l'elettricità sostituì il carbone come fonte di riscaldamento, e fu possibile fissare una resistenza elettrica alla struttura del kotatsu invece di utilizzare il braciere in coccio. In questo modo diventò facile spostare il kotatsu a piacere, e questo contribuì alla sua diffusione nelle abitazioni giapponesi.

## Tipologie dikotatsu
Attualmente in Giappone vengono utilizzate due tipologie di kotatsu, che differiscono tra di loro per la struttura e per il tipo di riscaldamento:
- Elettrico: Il modello moderno di kotatsu (oki-gotatsu (置き炬燵?)) è composto dal telaio di un tavolo, sul lato inferiore del quale viene fissata una resistenza elettrica. La fonte di calore è, come già detto, una evoluzione della tradizionale pentola di coccio in cui venivano poste le braci. Alla struttura del kotatsu solitamente è fissato un futon leggero o un plaid. Un secondo futon (più pesante) viene collocato sulla parte superiore del kotatsu, e sopra a questo viene posizionato il piano di appoggio del tavolo. La resistenza elettrica fissata al lato inferiore del tavolo riscalda lo spazio sotto le coperte.
- A carbone: Il tipo più tradizionale di kotatsu è costituito da un tavolo posizionato sopra una fossa scavata nel pavimento e profonda circa 40 centimetri (hori-gotatsu (掘り炬燵?)). Uno scaldino a carbone viene collocato nel pavimento della fossa, lungo le sue pareti o, come nel caso dei moderni kotatsu, attaccato al telaio del tavolo. Alcuni kotatsu da fossa sono dotati anche di una resistenza elettrica.

## Uso
Ai giorni d'oggi il kotatsu è formato da una resistenza elettrica fissata al telaio del tavolo, che può essere realizzato oltre che con il tradizionale legno anche con plastica o altri materiali. Solitamente una coperta viene drappeggiata intorno al telaio sotto al piano del tavolo. Questa coperta viene rivestita da una seconda coperta più pesante che prende il nome di kotatsugake (火燵掛布?). I Kotatasugake hanno spesso una funzione decorativa, e possono essere disegnati per abbinarsi all'arredamento dell'abitazione. Per riscaldarsi ci si siede sul pavimento o su degli zabuton, mettendo le gambe sotto al tavolo con la parte inferiore del corpo avvolta dal kotatsugake. Il kotatsu è stato ideato pensando ai tradizionali abiti giapponesi che permettono al calore di entrare dalla parte bassa dei vestiti e di uscire dal collo, riuscendo così a scaldare tutto il corpo.
La maggior parte delle abitazioni giapponesi non sono isolate termicamente in maniera efficace come accade per quelle occidentali e non sono dotate di impianti di riscaldamento centralizzati per scaldare i vari ambienti. Riscaldare la casa è molto costoso, sia per l'insufficiente isolamento termico che per l'esposizione alle correnti d'aria degli appartamenti. L'utilizzo dei kotatsu consente di avere una fonte di calore relativamente economica a cui affidarsi durante i mesi invernali, tenendo conto del fatto che i futon riescono a trattenere l'aria calda. Le famiglie possono scegliere di concentrare le loro attività nella stanza in cui è collocato il kotatsu per risparmiare sui costi dell'energia. Nella stagione estiva la coperta viene rimossa ed il kotatsu può essere usato come un normale tavolino.
È possibile dormire sotto i kotatsu, anche se normalmente il corpo di una persona (a meno che non sia piuttosto bassa) non è completamente coperto dal futon. Dormire sotto al kotatsu viene considerato accettabile per dei sonnellini, ma non è l'ideale per il riposo notturno per vari motivi: il corpo non è completamente coperto ed è riscaldato in maniera non uniforme; il tavolo è corto ed è possibile toccare accidentalmente gli elementi riscaldanti muovendosi durante il sonno, esponendosi al rischio di scottature. Ai bambini viene detto che se dormono sotto ad un kotatsu si prendono un raffreddore; comunque è frequente il caso di animali domestici (come i gatti) che dormono sotto ai kotatsu riuscendo a stare con tutto il loro corpo all'interno della coperta - in maniera simile ai gatti che dormono vicino alle bocchette del riscaldamento a pavimento nei paesi occidentali (le abitazioni giapponesi non hanno questo tipo di riscaldamento).
Nei mesi invernali in Giappone il kotatsu è spesso il centro della vita familiare. Nelle serate i familiari si riuniscono intorno al kotatsu per mangiare, guardare la televisione, giocare e conversare tenendo le gambe al caldo sotto al kotatsu.

## Apparecchi simili usati in altre nazioni
Un apparecchio simile al kotatsu, chiamato korsi viene utilizzato in Iran.
Un altro oggetto simile chiamato sandali è stato largamente utilizzato per secoli in 
Tagikistan ed Afghanistan. I sandali vengono utilizzati ancora oggi in molte abitazioni tipiche, dove costituiscono il luogo dove i familiari si ritrovano per mangiare e riscaldarsi.
In Spagna si usa la "mesa camilla": un piccolo tavolo generalmente di forma rotonda sotto al quale viene collocata una fonte di calore (di solito un braciere), coperto da una pesante tovaglia che svolge le funzioni del futon.